# Мінська митрополія
Мінська митрополія (біл. Мінская мітраполія) — митрополія Білоруської православної церкви, утворена в межах Мінської області Білорусі. Об'єднує Мінську, Борисовську, Молодечненську і Слуцьку єпархії.

## Історія
Відповідно до Положення про обласних Преосвященних від 12 березня 1934 року на виконання постанови Помісного Собору 1917—1918 років у митрополичих округах Тимчасовий Патріарший Священний синод утворив церковні області у складі кількох єпархій, у тому числі в межах Білоруської РСР був утворений митрополичий округ із центром в Мінську. Дата розформування точно невідома. Імовірно це сталося в 1943 році при проведенні перебудови єпископських кафедр.
23 жовтня 2014 року постанова Священного синоду Російської православної церкви на території Мінської області була утворена Мінська митрополія, що включила в себе Мінську єпархію і відокремлену з неї Борисовську, Молодечненську і Слуцьку єпархії.
Глава Мінської митрополії має титул митрополита Мінського і Заславського, Патріаршого Екзарха всієї Білорусі.

### Глави митрополії
- Павло (Пономарьов) (23 жовтня 2014 — 25 серпня 2020)
- Веніамин (Тупеко) (з 25 серпня 2020)